# Vescheim
Vescheim é uma comuna francesa na região administrativa de Grande Leste, no departamento de Mosela. Estende-se por uma área de 1,81 km². Em 2010 a comuna tinha 323 habitantes (densidade: 178,5 hab./km²).